# Tour della nazionale maschile di rugby a 15 dell'Inghilterra 2012
Il tour della nazionale inglese di rugby a 15 del 2012 ebbe luogo dal 9 al 19 giugno 2012 e si tenne in Sudafrica.
Esso si compose di cinque incontri, tre dei quali test match contro gli Springbok e i rimanenti contro due selezioni geografiche del Paese, rispettivamente i South Africa Barbarians South e North, composte in massima parte da giocatori non facenti parte delle franchise che partecipano al Super Rugby.
La squadra inglese, guidata dal C.T. Stuart Lancaster, affrontò il primo dei suoi impegni a Durban contro la Nazionale del Sudafrica.
L'Inghilterra giocò alla pari la prima frazione, terminata sul 6-6 grazie a due piazzati ciascuno, rispettivamente di Owen Farrell per gli ospiti e di Morné Steyn per i padroni di casa; nella ripresa il Sudafrica impose la miglior condizione fisica e, grazie a due mete in 19' da parte dello stesso Steyn e di de Villiers si portò fino al 16-6; il distacco rimase di 10 punti fino alla fine, quando una meta inglese di Ben Foden proprio all'ultimo minuto di gioco fissò il risultato finale a 22-17 per gli Springbok.
Nel successivo match di metà settimana a Kimberley il XV della Rosa incontrò la selezione dei South Africa Barbarians North, formazione che raggruppava giocatori delle province settentrionali del Sudafrica; la partita, giocata in altura, vide un'Inghilterra in affanno a causa della mancanza di ossigeno, ma comunque in grado di venire a capo, alla lunga, dei suoi avversari, sconfitti al termine con un netto 54-26.
Il secondo test match vide un Sudafrica dominare il primo tempo e portarsi sul 25-10 all'intervallo grazie a tre mete; nei secondi 40' l'Inghilterra ebbe un ritorno e con Ben Youngs, autore di due mete, accorciò il distacco e rientrò in partita, terminando alla fine sconfitta per 27-36.
Più regolare il secondo dei due match infrasettimanali, disputatosi a Potchefstroom contro i South Africa Barbarians North: gli inglesi, già in netto vantaggio per 31-10 alla fine del primo tempo, gestirono il distacco nella seconda frazione, marcando ulteriori 26 punti a fronte dei 21 dei sudafricani, e chiudendo il confronto su un 57-31 totale.
Perfettamente equilibrato, infine, il terzo e ultimo test match della serie, concluso con una meta trasformata e tre calci piazzati per parte: a un primo tempo in cui gli Springbok arrivarono all'intervallo con un lievissimo vantaggio (9-8) dopo essere stati sotto nel punteggio 3-8, fece riscontro un'Inghilterra che con due punizioni di Owen Farrell riuscì a livellare lo score e a chiudere sul 14 pari finale, che, se pur non utile a vincere la serie, mise fine a una serie di 9 sconfitte inglesi consecutive contro i sudafricani.

## Risultati

### Itest match
| Arbitro: | Steve Walsh |

|                                 |      |                              |
| 47’ M. Steyn 59’ J. de Villiers | mt   | 80’ Foden                    |
| 13’, 29’, 69’, 77’ M. Steyn     | c.p. | 6’, 26’, 63’, 65’ O. Farrell |

| Arbitro: | Alain Rolland |

|                                                           |      |                              |
| 2’ Alberts 7’ B. du Plessis 18’ Hougaard 72’ JP Pietersen | mt   | 23’ Flood 51’, 61’ B. Youngs |
| 7’, 19’ M. Steyn                                          | tr   | 23’, 51’, 61’ Flood          |
| 15’, 46’, 58’ M. Steyn                                    | c.p. | 9’, 64’ Flood                |
| 26’ M. Steyn                                              | drop |                              |

| Arbitro: | Steve Walsh |

|                       |      |                              |
| 61’ JP Pietersen      | mt   | 10’ Care                     |
| 6’, 15’, 27’ M. Steyn | c.p. | 1’ Flood 44’, 71’ O. Farrell |

### Gli altri incontri
| Kimberley 13 giugno 2012, ore 14:30 UTC+2 | SA Barbarians South | 26 – 54 | Inghilterra XV | Hoffe Park Stadium (8 000 spett.)\| Arbitro: \| Jonathan Kaplan \| |
| Arbitro:                                  | Jonathan Kaplan     |         |                |                                                                    |

| Potchefstroom 19 giugno 2012, ore 19:10 UTC+2 | SA Barbarians North | 31 – 57 | Inghilterra XV | Olën Park (9 437 spett.)\| Arbitro: \| Mark Lawrence \| |
| Arbitro:                                      | Mark Lawrence       |         |                |                                                         |